# Division 1 Norra de 2022
A Division 1 Norra 2022, ou simplesmente Divisão 1 Norte de 2022 foi a 16ª edição da  Division 1 Norra, equivalente a 3ª divisão sueca - decorreu no período de abril a novembro.
Participaram 16 equipes, sendo as três últimas equipes rebaixadas para a Division 2 e a equipe na 13ª posição disputa os play-offs de rebaixamento.
O campeão desta temporada foi o Gefle IF que foi campeão pela primeira vez, e foi promovido para à Superettan.  O Sandvikens IF disputou um playoff contra o 13º colocado da Superettan - o Örgyrte IS, perdeu o 1º jogo por 2-0 mas venceu o 2º jogo por 3-2, contudo, no agregado ficou 4-3 e não se classificou.
Os despromovidos à Division 2 no fim do ano foram o IFK Haninge, BK Forward e o Team TG FF. O Täby FK disputou um playoff contra o 2º colocado na Division 2 Norra Svealand - o IFK Osteraker, o Täby venceu o 1º jogo de 3-0 e venceu o 2º jogo por 1-0, ficando no agregado 4-0.

## Campeões
| Division 1 Norra 2022        |
| Sweden                       |
| ---------------------------- |
| Gefle IF Campeão (1º título) |

## Classificação Final 2022
| Posição | Clube                       | Pontos | Qualificação                                    |
| ------- | --------------------------- | ------ | ----------------------------------------------- |
| 1       | Gefle IF                    | 70     | Superettan de 2023                              |
| 2       | Sandvikens IF               | 66     | Play-offs de promoção da Superettan de 2023     |
| 3       | Vasalunds IF                | 60     | Division 1 Norra 2023                           |
| 4       | Sollentuna United           | 45     | Division 1 Norra 2023                           |
| 5       | IF Karlstad Fotboll         | 45     | Division 1 Norra 2023                           |
| 6       | Hammarby TFF                | 44     | Division 1 Norra 2023                           |
| 7       | Motala AIF                  | 43     | Division 1 Norra 2023                           |
| 8       | Örebro Syrianska IF         | 42     | Division 1 Norra 2023                           |
| 9       | FC Stockholm Internazionale | 41     | Division 1 Norra 2023                           |
| 10      | IF Sylvia                   | 40     | Division 1 Norra 2023                           |
| 11      | Piteå IF                    | 38     | Division 1 Norra 2023                           |
| 12      | Umeå FC                     | 36     | Division 1 Norra 2023                           |
| 13      | Täby FK                     | 33     | Play-offs de rebaixamento da Division 2 de 2023 |
| 14      | IFK Haninge                 | 32     | Rebaixados para a Division 2 de 2023            |
| 15      | BK Forward                  | 24     | Rebaixados para a Division 2 de 2023            |
| 16      | Team TG FF                  | 12     | Rebaixados para a Division 2 de 2023            |

## Ver Também
- Division 1 Norra
- Division 1 Södra
- Division 1